# Damis de Messènia
Damis (en grec antic Δᾶμις, o Δάμις) va ser un pretendent al tron de Messènia a la mort d'Eufes (Euphaës), però fou elegit Aristodem (vers 729 aC). A la mort d'Aristodem cap al 723 aC fou finalment elegit com a comandant suprem si bé sense el títol de rei, però ja no va poder evitar la caiguda del seu país en mans d'Esparta, que es va produir just a la seva mort.